# Ver-sur-Mer
Ver-sur-Mer település Franciaországban, Calvados megyében. Lakosainak száma 1622 fő (2022. január 1.). Ver-sur-Mer Crépon, Graye-sur-Mer, Meuvaines és Sainte-Croix-sur-Mer községekkel határos.

## Népesség
A település népessége az elmúlt években az alábbi módon változott:
| Lakosok száma | 580  | 966  | 1359 | 1508 | 1581 | 1588 | 1625 | 1645 | 1648 | 1622 |
|               | 1968 | 1982 | 1990 | 2006 | 2013 | 2015 | 2017 | 2019 | 2020 | 2022 |